# Eurocopter EC130
Eurocopter (zdaj Airbus Helicopters) EC130 je lahki enomotorni večnamenski helikopter, ki so ga razvili na podlagi AS350 Ecureuil. Trenutno ga proizvaja Airbus Helicopters (prej Eurocopter)
EC130 je varianta AS350 B3 z bolj širokim trupom. Prvič je poletel 24. junija 1999 s testnim pilotom Stevenom Page. EC130 se ima repni rotor z okvirjem (Fenestron), za razliko od oprtega pri AS350. Fenestron ima neenakomerno razporejene lopatice in ima 50% manjši hrup kot odprti rotor. Helikopter ima dobro vidljivost iz kokpita in kapaciteto 6 potnikov. EC130 se uporablja tudi za medicinske prevoze.

## Tehnične specifikacije(EC130 B4)
- Posadka: 1
- Kapaciteta: 6 potnikov (največ 7)
- Dolžina: 10,68 m (35 ft)
- Premer rotorja: 10,69 m (35 ft 1in)
- Višina: 3,34 m (10 ft 11 in)
- Prazna teža: 1 377 kg (3 036 lbs)
- Uporaben tovor: 1 050 kg (2 315 lbs)
- Maks. vzletna teža: 2 427 kg (5 351 lbs)
- Motor: 1 × Turbomeca Arriel 2B1 turbogredni motor, 632 kW (847 KM)

- Neprekoračljiva hitrost: 287 km/h (155 vozlov, 178 mph)
- Potovalna hitrost: 240 km/h (130 vozlov, 150 mph)
- Dolet: 610 km (329 nm, 378 mi)
- Višina leta (servisna): 4 770 m (15 655 ft)
- Hitrost vzpenjanja: 9,0 m/s (1 770 ft/min)

- Avionika: Vehicle and Engine Multifunction Display (VEMD) z First Limit Indicator (FLI)